# Vernon Scott
Vernon Keith Scott II (Dallas, 11 settembre 1997) è un giocatore di football americano statunitense che milita nel ruolo di free safety per i Green Bay Packers della National Football League (NFL).

## Carriera

### Green Bay Packers
Martin al college giocò a football a TCU dal 2016 al 2019. Fu scelto dai Green Bay Packers nel corso del settimo giro (236º assoluto) del Draft NFL 2020. Nella settimana 2 mise a segno il suo primo sack su Matthew Stafford dei Detroit Lions. La sua stagione da rookie si chiuse con 13 tackle in 15 presenze, nessuna delle quali come titolare.